# Comuna Obodî, Bilopillea
Obodî (în ucraineană Ободи) este o comună în raionul Bilopillea, regiunea Sumî, Ucraina, formată din satele Dihtearne, Makiivka și Obodî (reședința).

## Demografie
Componența lingvistică a comunei Obodî
     Ucraineană (93,8%)
     Rusă (4,69%)
Conform recensământului din 2001, majoritatea populației comunei Obodî era vorbitoare de ucraineană (93,8%), existând în minoritate și vorbitori de rusă (4,69%).